# Spermacoce gibba
Spermacoce gibba är en måreväxtart som beskrevs av Harwood. Spermacoce gibba ingår i släktet Spermacoce och familjen måreväxter. Inga underarter finns listade i Catalogue of Life.